# Pierre Scoupreman
Pierre Scoupreman (Bruxelles, 1873 - 1960) est un peintre, graveur et sculpteur belge de natures mortes, de paysages et de portraits. Il fait partie des artistes regroupés sous l'étiquette de fauves brabançons.

## Biographie
Pierre Joseph Hubert Scoupreman est né le 18 novembre 1873 à Bruxelles. Il vécut principalement à Bruxelles, où il prend d'abord des colocations avec son ami de toujours Louis Thévenet durant sa jeunesse notamment à Etterbeek et Woluwe-Saint-Lambert. Il s'installe ensuite à Uccle, rue Langeveld, 9. Provenant d'une famille ouvrière, il est employé comme commis à la boutique de musique Oërtel située rue de la Régence. Par la suite, il travaille comme houilleur à Charleroi pour s'assurer des revenus,. En 1898, il épouse Virginie Van Assche, avec laquelle il aura six enfants.
Autodidacte, il fréquente, avec d'autres artistes de la même mouvance, le groupe artistique du Vieux Cornet, précurseur du cercle Uccle Centre d'Art Il prend également part à l'atelier libre L'Effort, fondé en 1858 par Hubert Bellis à Bruxelles. Cette association, menée par Auguste Oleffe, fut créée en réponse à la politique des salons officiels qui excluaient toute participation aux artistes novateurs et d'avant-garde. Elle restera active jusqu'après la Première Guerre mondiale.
Dès sa création en novembre 1914, Scoupreman participe également à l’atelier libre « Le Labor », en compagnie de Arthur Navez, Vermeire, Charles Dehoy, Jean Degreef et Roger Parent. Cet atelier libre, situé rue Veydt 13 fut fondé à l’initiative du peintre William Jelley afin de procurer aux artistes les moyens de travail qui pourraient leur faire défaut au début de la Première Guerre mondiale. En 1920, le peintre Fernand Khnopff donne des cours au jeune Marcel-Louis Baugniet, maître de l'abstraction.
Il réalisera quelques expositions en compagnie de Wolvens, J. Gooris, Charles Counhaye et Joseph-Gérard Van Goolen, sous la dénomination du "Groupe des V", notamment en 1935 à la galerie Georges Giroux.
En 1938, il fait partie, en compagnie de Rodolphe Strebelle, Henri Logelain et François Van Haelen entre autres, du jury du Cercle Artistique de Bruxelles décernant le Prix annuel Oleffe. Cette reconnaissance, créé par ses amis à la mémoire du maître, est réservée à un peintre belge âgé de 30 ans au moins et de qui l’art s’est affirmé par un esprit d’audace et d’originalité.
Bien que la peinture soit son mode d'expression favori, il s'essayera également au cours de sa carrière artistique à la linogravure, avec des œuvres assez brutes telles que "La Moisson" ou "Le Faucheur", ainsi qu'à la sculpture en dilettante.

## Expositions connues

### Expositions collectives majeures
- Exposition internationale de Charleroi du 29 avril au 27 novembre 1911[10]
- IXe Salon annuel du cercle d'art "Les Indépendants" au Musée Moderne de Bruxelles du 1er au 23 juin 1912[11]
- Les Bleus de la G.G.G. à la galerie Georges Giroux, Bruxelles du 14 décembre 1912 au 5 janvier 1913[12]
- Xe Salon annuel du cercle d'art "Les Indépendants" au Musée Moderne de Bruxelles du 4 au 27 octobre 1913[13]
- Salon d'Automne au Musée Moderne de Bruxelles en octobre 1915[14]
- Salon annuel du cercle d'art "Les Indépendants" à la galerie Georges Giroux en mars 1916[15]
- IIe exposition d'art du cercle l'Aurore à Binche en août 1916[16]
- Exposition des Quatre-Saisons au Grand Hôtel du Rouge-Cloître, Auderghem en août 1918[17]
- Exposition d'Eté du cercle d'art l'Evolution à la galerie Sneyers, Bruxelles en août 1918[18]
- 42e Salon Triennal de Gand, du 25 juin au 25 août 1922[19]
- Exposition d'ensemble au Mundaneum Palais Mondial de Bruxelles en octobre 1922[20]
- Salon annuel des Indépendants par Uccle Centre d'Art au château du Wolvendael à Uccle, en 1922[21]
- Salon annuel des Indépendants par Uccle Centre d'Art au château du Wolvendael à Uccle, en 1923[22]
- Première exposition rétrospective de la collection François Van Haelen au château du Wolvendael à Uccle, du 10 au 23 mai 1924[23]

### Expositions individuelles
- Une salle consacrée au Cercle Artistique et Littéraire de Bruxelles du 15 au 25 décembre 1924[24]
- Galerie Le Régent à Bruxelles du 3 au 13 avril 1939[25]
- Galerie des Carmes de Bruxelles en avril 1941[26]
- Galerie du Palais d'Egmont du 17 au 30 mars 1951[27]
- Galerie du Palais d'Egmont du 22 octobre au 3 novembre 1955[28]

## Œuvres connues

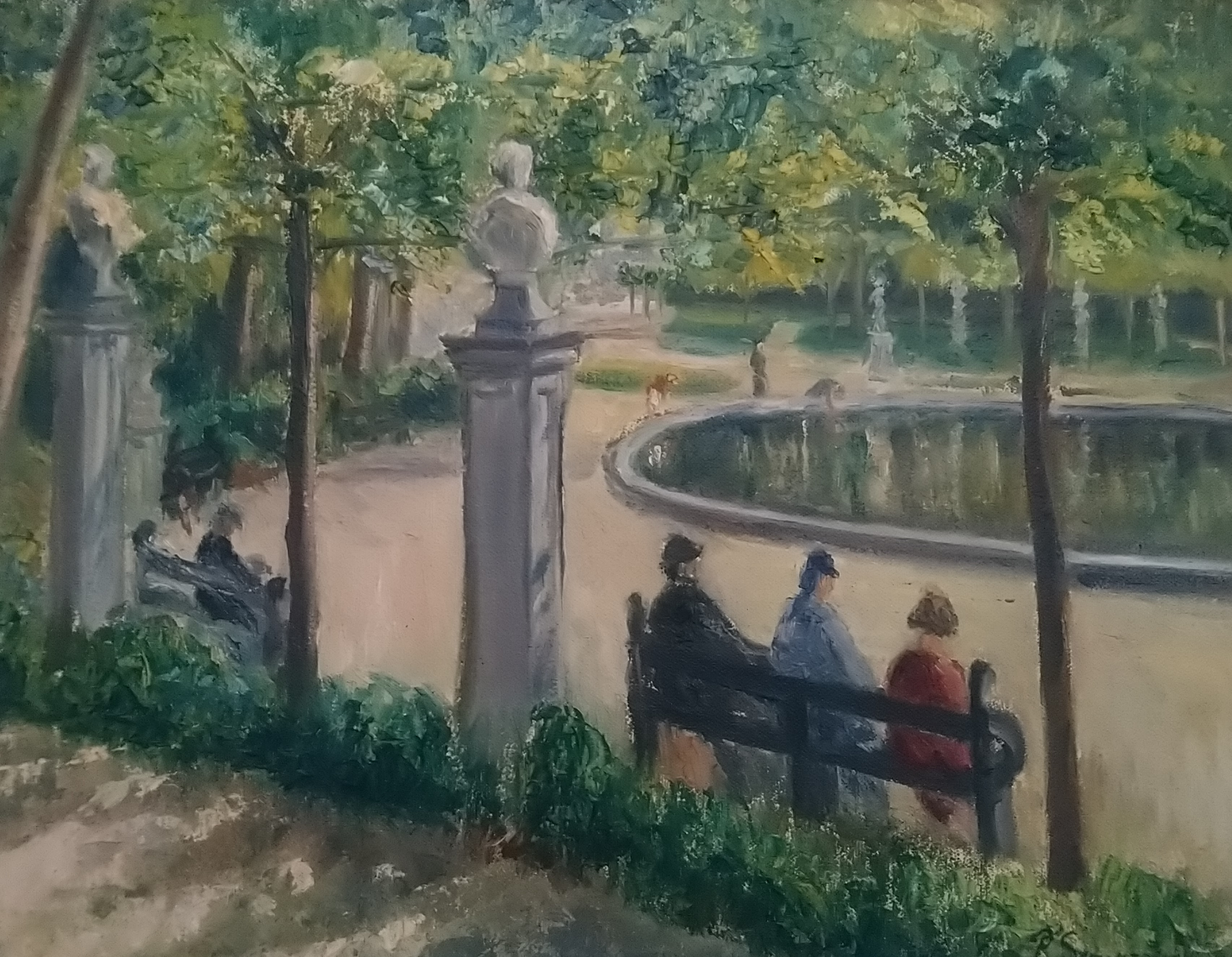
Parc de Bruxelles, 1943

| Titre                                         | Année   | Support           | Dimensions (cm) |
| --------------------------------------------- | ------- | ----------------- | --------------- |
| Cour de la Ferme Rose à Uccle                 | 1916    | huile sur toile   | 63 x 75         |
| Femme lisant en intérieur (La liseuse)        | 1918    | huile sur panneau | 40,5 x 36,5     |
| Le parc du jardin botanique animé à Bruxelles | 1918    | huile sur toile   | 81 x 106        |
| Paysage industriel                            | 1924    | huile sur toile   | 64 x 73         |
| Les monnaies du Pape                          | 1930    | huile sur toile   | 65 x 62         |
| Chemin forestier                              | 1934    | huile sur panneau | 33 x 42         |
| Le lac du bois de la Cambre                   | 1936    | huile sur toile   | 50 x 60         |
| Coin d'intérieur                              | 1941    | huile sur toile   | 60 x 50         |
| Les pommes cuites (Nature morte)              | 1945    | huile sur toile   | 45 x 56         |
| Portrait d'enfant dans un paysage             | inconnu | huile sur toile   | 55 x 40         |
| Le chemin au soleil                           | inconnu | huile sur panneau | 55 x 45         |
| Paysage ensoleillé                            | inconnu | huile sur toile   | 80 x 100        |
| Femme au verger                               | inconnu | huile sur toile   | 47 x 60         |
| Le canal                                      | inconnu | huile sur toile   | 48 x 74         |

## Autres informations
Pierre Scoupreman fut nommé Chevalier de l'Ordre de Leopold II le 15 novembre 1952.
La commune d'Uccle, en Belgique, lui a consacré une allée dans le Parc du Wolvendael.